# Edwin O. Reischauer
Edwin Oldfather Reischauer (15. října 1910 Tokio – 1. září 1990 La Jolla, Kalifornie) byl jedním z nejvýznamnějších amerických odborníků na dějiny a kulturu Japonska a východní Asie. Od roku 1961 do roku 1966 byl americkým velvyslancem v Japonsku.
Reischauer prožil dětství a mládí v Tokiu, kde navštěvoval Americkou školu v Japonsku. V roce 1931 absolvoval Univerzitu Oberlin a v roce 1939 získal doktorát z filozofie na Harvardově univerzitě. Většinu své kariéry strávil na Harvardu, kde působil jako ředitel Institutu Harvard-Yenching (Harvard-Yenching Institute) a předseda Oddělení jazyků Dálného Východu (Department of Far Eastern Languages). Na Harvardu rovněž založil Japonský institut (Japan Institute), který byl roku 1985 na jeho počest přejmenován na Institut japonských studií Edwina O. Reischauera (Edwin O. Reischauer Institute of Japanese Studies).
Společně s Georgem M. McCunem vyvinul Reischauer tzv. McCuneův–Reischauerův přepis korejského jazyka do latinky.